# Vasaloppet 2008
Vasaloppet 2008 avgjordes den 2 mars 2008 och vanns av Jørgen Aukland. Sandra Hansson vann damklassen. 
Bröderna Aukland, Jerry Ahrlin och Anders Myrland var länge ensamma i tätgruppen. Vid Lundbäcksbacken strax före Oxberg tvingades Myrland, som tidigare under loppet satsat mest på att vinna spurtpriser, släppa kontakten med tätgruppen. I backen någon kilometer före Oxberg, drygt 30 kilometer från mål gjorde Jørgen Aukland ett ryck, vilket gjorde att den enbart stakande Jerry Ahrlin, med sina skidor utan fästvalla, inte orkade hänga med. Strax började även Anders Aukland tappa tätkontakten till sin yngre bror Jörgen som resten av loppet åkte ensam och ohotad om segern på väg till målet i Mora.
Jörgen Aukland fick ge namn åt Auklandbron, som itogs i bruk till loppet. Det var då bestämt att den skulle namnges efter den första som passerade bron.

## Resultat
Resultat, Herrar 

| Placering | Startnummer | Namn                | Klubb/Land/Ort  | Tid      | Prispengar |
| --------- | ----------- | ------------------- | --------------- | -------- | ---------- |
| 1         | 3           | Jörgen Aukland      | Norge           | 04:13:45 | 75 000 kr  |
| 2         | 177         | Anders Aukland      | Norge           | 04:17:14 | 50 000 kr  |
| 3         | 2           | Jerry Ahrlin        | Vålådalens SK   | 04:18:03 | 30 000 kr  |
| 4         | 1           | Oskar Svärd         | Vålådalens SK   | 04:20:52 | 20 000 kr  |
| 5         | 271         | Thomas Alsgaard     | Norge           | 04:22:14 | 15 000 kr  |
| 6         | 5           | Rikard Andreasson   | IFK Mora SK     | 04:22:46 | 10 000 kr  |
| 7         | 199         | Mathias Fredriksson | AXA Sports Club | 04:23:18 | 8 000 kr   |
| 8         | 141         | Anders Myrland      | Norge           | 04:24:34 | 6 000 kr   |
| 9         | 215         | Markus Leijon       | IFK Mora SK     | 04:25:45 | 5 000 kr   |
| 10        | 12          | Thomas Steurer      | Österrike       | 04:25:55 | 3 000 kr   |

Resultat, Damer

| Placering | Startnummer | Namn                | Klubb/Land/Ort     | Tid      | Prispengar |
| --------- | ----------- | ------------------- | ------------------ | -------- | ---------- |
| 1         |             | Sandra Hansson      | Uddevalla IS       | 04:47:16 | 50 000 kr  |
| 2         |             | Jenny Hansson       | Vålådalens SK      | 04:47:20 | 25 000 kr  |
| 3         |             | Sumiko Yokoyama     | Japan              | 04:50:57 | 15 000 kr  |
| 4         |             | Elin Ek             | IFK Mora SK        | 04:52:44 | 6 000 kr   |
| 5         |             | Nina Lintzén        | Högbo AIK          | 05:03:23 | 4 000 kr   |
| 6         |             | Inger Lise Vestlund | IFK Mora SK        | 05:11:11 | 3 000 kr   |
| 7         |             | Karin Nilsson       | Luleå Gjutarens IF | 05:20:37 |            |
| 8         |             | Tone Sundvor        | Norge              | 05:22:39 |            |
| 9         |             | Laila Kveli         | Norge              | 05:23:56 |            |
| 10        |             | Mari Johanna Brox   | Norge              | 05:31:56 |            |

## Spurtpriser
Herrar

| Etapp        | Startnummer | Namn            | Klubb/Land/Ort | Tid      | Prispengar |
| ------------ | ----------- | --------------- | -------------- | -------- | ---------- |
| Smågan       | 189         | Stig Rune Kveen | Norge          | 00:33:33 | 5 000 kr   |
| Mångsbodarna | 189         | Stig Rune Kveen | Norge          | 01:10:07 | 5 000 kr   |
| Risberg      | 3           | Jörgen Aukland  | Norge          | 01:40:06 | 5 000 kr   |
| Evertsberg   | 2           | Jerry Ahrlin    | Vålådalens SK  | 02:16:15 | 10 000 kr  |
| Oxberg       | 3           | Jörgen Aukland  | Norge          | 02:53:34 | 5 000 kr   |
| Hökberg      | 3           | Jörgen Aukland  | Norge          | 03:19:33 | 5 000 kr   |
| Eldris       | 3           | Jörgen Aukland  | Norge          | 03:47:55 | 5 000 kr   |

Damer

| Etapp      | Startnummer | Namn          | Klubb/Land/Ort | Tid      | Prispengar |
| ---------- | ----------- | ------------- | -------------- | -------- | ---------- |
| Evertsberg | 17915       | Jenny Hansson | Vålådalens SK  | 02:28:38 | 5 000 kr   |